# Силіколіти
Силіколіти — збірна назва хемогенних гірських порід, що складаються на 50% і більше з кремнезему. В залежності від переважаючого породотвірного матеріалу розрізняють опалоліти, халцедоноліти та ін. Різновидами халцедонолітів є кремені, роговики, яшми і ін.